# Aktor

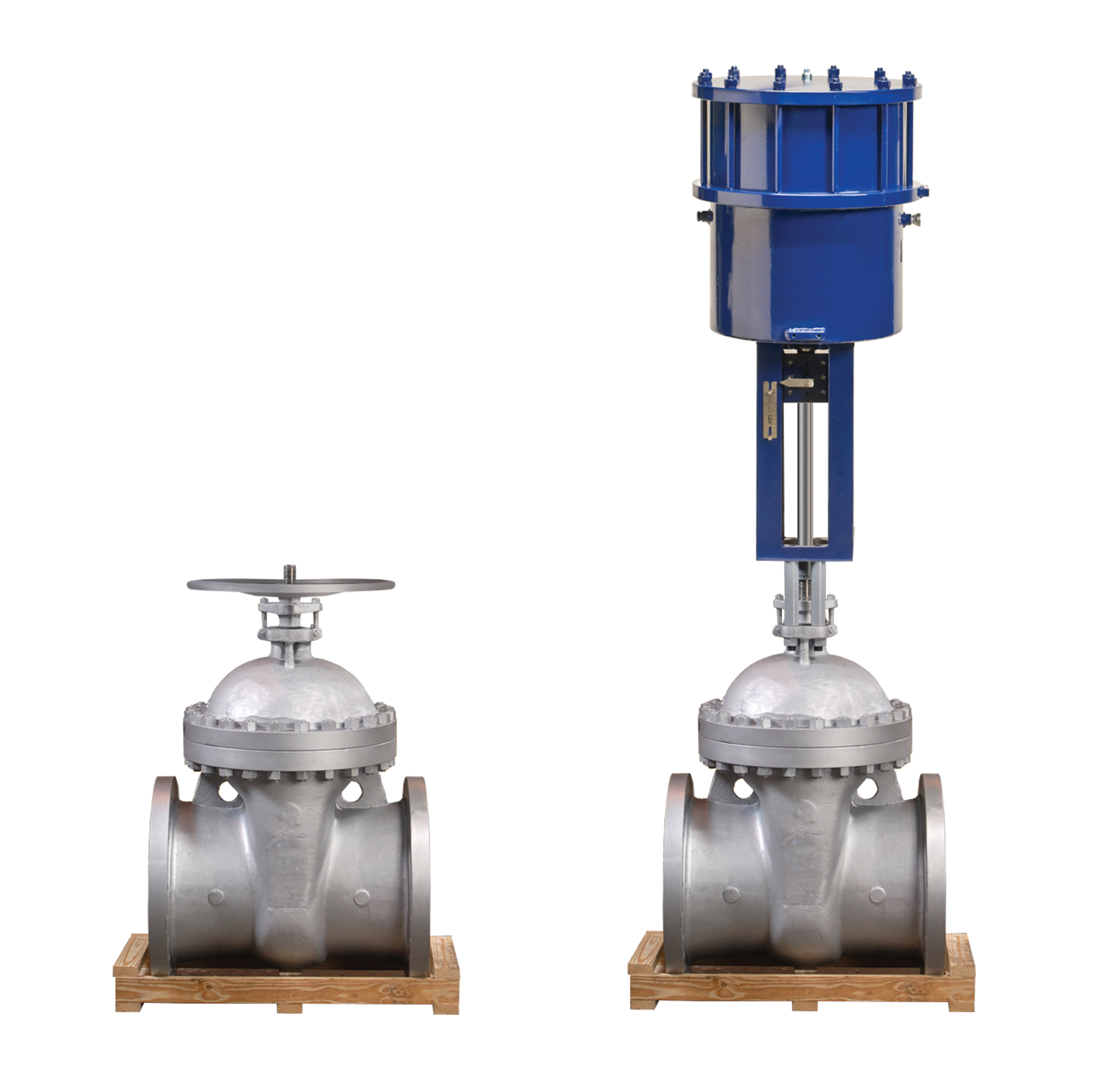
Betätigung eines Absperrschiebers per Handrad (links) oder pneumatischem Ventilantrieb (rechts)

Als Aktor, auch Aktuator (englisch: actuator), werden meist antriebstechnische Baueinheiten bezeichnet, die ein Signal in mechanische Bewegung, Kraft, Druck oder Drehmoment umsetzen. Aktoren, die eine Energieform in eine andere umsetzen, werden auch als Transducer bezeichnet.
Als Eingangssignal dienen beispielsweise hydraulische, pneumatische oder elektrische Signale. 
Die zugehörige technische Disziplin ist die Aktorik.

## Anwendungsgebiete
Aktoren sind in der Mess-, Steuerungs- und Regelungstechnik signalwandlerbezogen das Gegenstück zu Sensoren und bilden die Stellglieder in einem Regelkreis. Sie setzen bei einem Regelungsvorgang die Signale in Wirkungen – durch mechanische Arbeit bei Bewegungsregelung – um, mit denen die Regelgröße beeinflusst wird. Ein Beispiel ist das Öffnen und Schließen eines Ventils oder einer Lüftungsklappe.
In der Robotik wird anstelle von Aktor oft gleichbedeutend der Ausdruck Effektor gebraucht. So wird dann das letzte Element einer kinematischen Kette auch als Endeffektor bezeichnet. Bei einem Roboter dient dieser Aktor bzw. Effektor beispielsweise zum Ergreifen und Bearbeiten von Gegenständen und erzeugt so einen Effekt.
In Teilgebieten der Mechatronik, wie der Aktorik oder Lineartechnik, finden elektromechanische Antriebe, etwa für Hub- und Verstellsysteme, ihren Einsatz, die im Allgemeinen als Aktoren bezeichnet werden. Auch der Schrittmotor des Schreib/Lese-Kopfs einer Festplatte oder der ausgleichende Wagen bei einem stehenden Pendel stellen einen Aktor dar. Bei der Steuerung des Prozesses wird zwischen einem offenen und einem geschlossenen Regelkreis unterschieden.

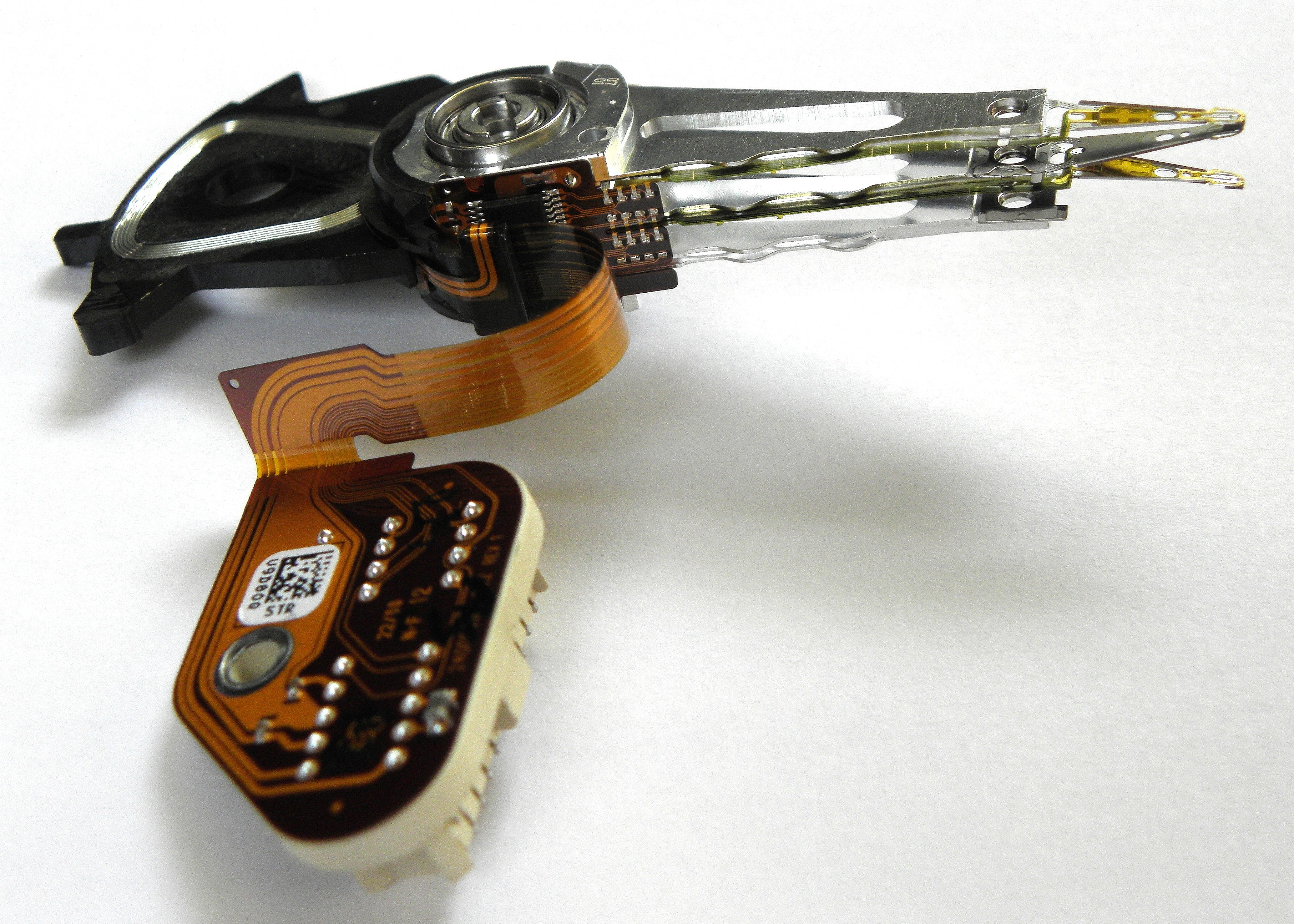
Aktor eines Festplattenlaufwerkes

## Aktorprinzipien
- induktiv arbeitende Elektromotoren
- Bimetall-Aktoren
- Hydraulik- oder Pneumatik-Aktoren
  - z. B. Integrated Power Actuator (IPA)
- Zylinder (Pneumatikzylinder, Hydraulikzylinder, Elektrozylinder)
- Elektrochemische Aktoren
- Elektromechanische Aktoren
  - Scotch-Yoke-Aktoren (Aktoren nach dem Prinzip der Kurbelschlaufe)
- Piezoaktor
- Magnetostriktiver Aktor
- Rheologischer Aktor
- Formgedächtnislegierungs-Aktoren
- Elektroaktive Polymeraktoren
- Dehnstoffelement Thermische Stellantriebe

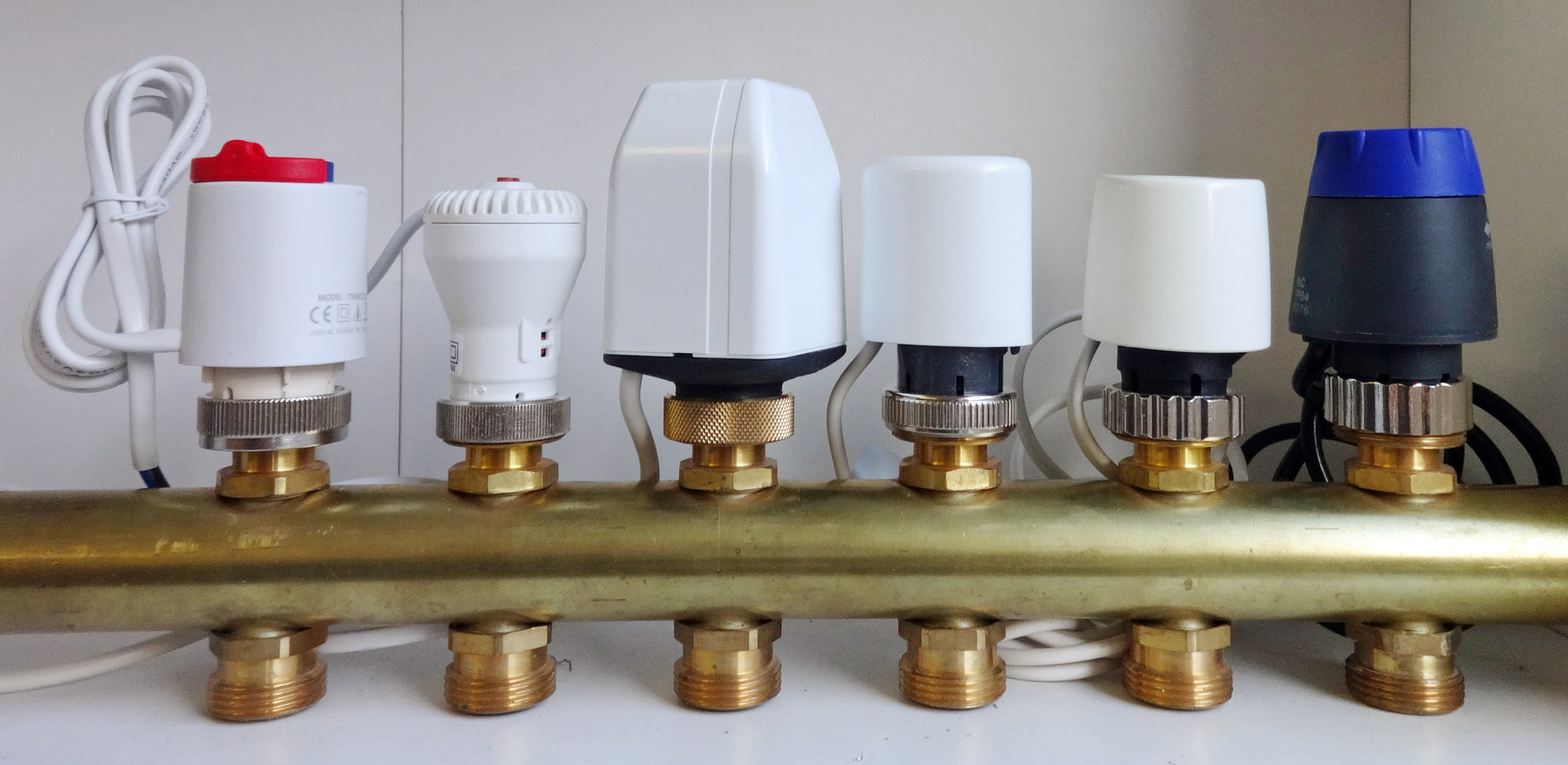
Thermische Stellantriebe

Aus dem Bereich der neuen Materialien stammen Entwicklungen von Aktoren, die auf Änderungen bestimmter Umgebungsgrößen mit definierten Aktorwirkungen reagieren. Sie können damit elektrische Regelstrecken durch ein einziges Element ersetzen. Aktoren auf Basis von Formgedächtnislegierungen und Dehnstoffelementen sind temperatursensitiv und kommen beispielsweise in Temperaturreglern zum Einsatz. Formgedächtnislegierungs-Aktoren schaffen neue Möglichkeiten und bieten Vorteile u. a. im Hinblick auf Bauraum und Gewicht, z. B. können flächige Biegeaktoren, bei denen Formgedächtnislegierungs-Drähte in einen Faserkunststoffverbund integriert werden, je nach Größe eine Auslenkung im Bereich von wenigen Millimetern bis zu mehreren Zentimetern erreichen.
Smarte Hydrogele werden unter anderem für Chemostate verwendet, die pH-Wert, Ionen- oder Stoffmengenkonzentrationen automatisch regulieren.